# Johann Carl Aichbühel
Johann Carl Aichbühel (* 1598; † 12. Januar 1658) war Rektor der Universität Wien.

## Leben
Aichbühel war zunächst Hofkammersekretär. 1649 wurde er Professor für Poetik und Eloquenz an der Wiener Universität sowie deren Rektor. 1652 wurde er zum Ritter von Aichbühel ernannt. Zwischen 1654 und 1657 war er Regimentsrat.
Aichbühel war Angehöriger des niederösterreichischen Landadels; seine Familie ist um 1770 ausgestorben. Um 1654 ist Aichbühel als Besitzer der Herrschaft Hacking bezeugt. Außerdem besaß er ein Haus in der Riemergasse 14 und wahrscheinlich den Aichbühelhof in Grinzing.
1961 benannte man die Aichbühelgasse in Wien-Hietzing nach ihm.